# Canadian War Museum

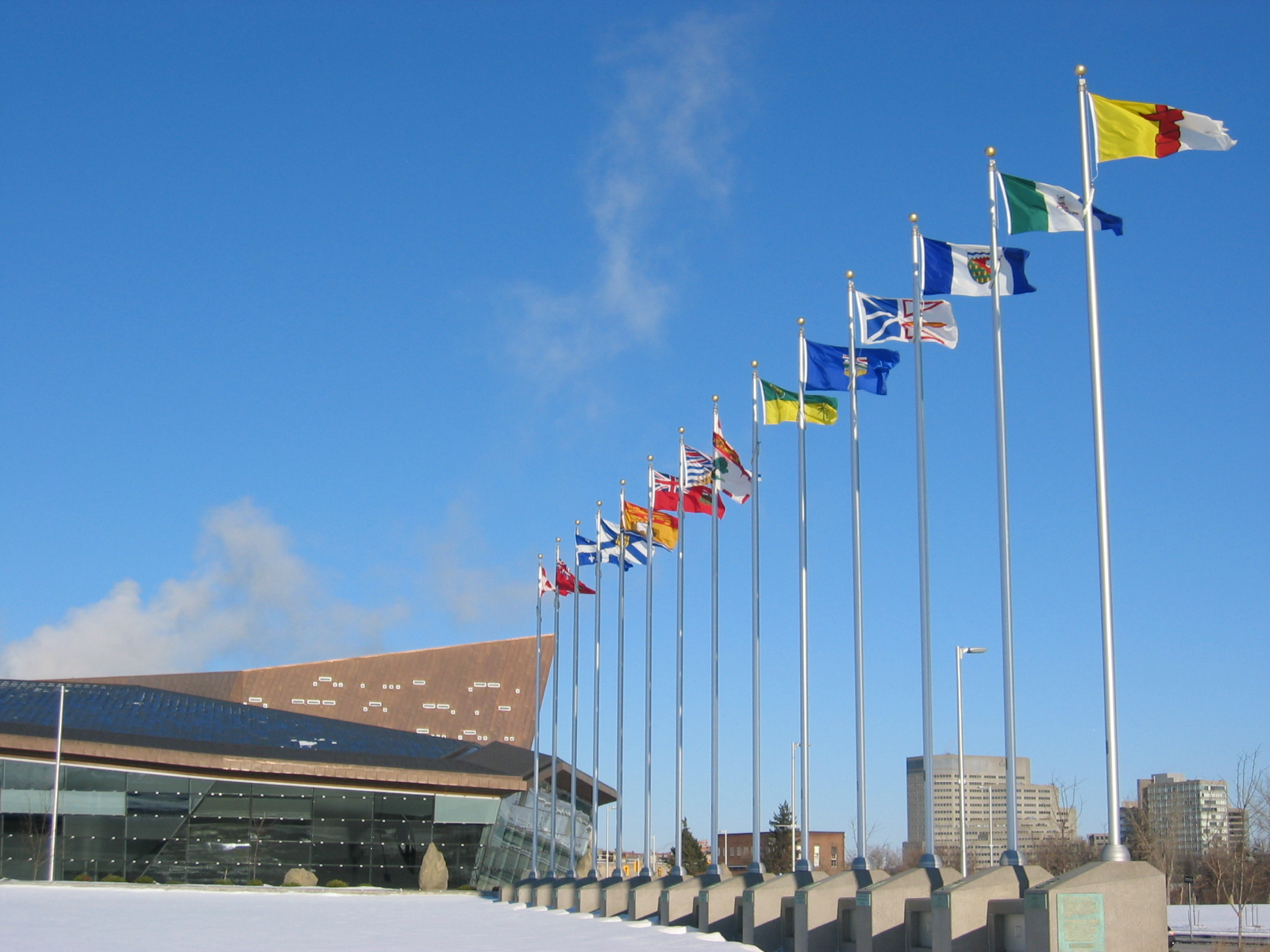
Het Canadian War Museum

Het Canadian War Museum (CWM) is een openbaar toeristisch museum voor militaire geschiedenis, dat gelegen is in Ottawa, Canada. CWM is het nationale oorlogsmuseum van Canada. De exposities variëren van oudere oorlogen zoals de Tweede Wereldoorlog tot de huidige oorlogen waar Canada bij betrokken is.
Het museum is formeel geopend in 1942, hoewel delen van de collectie afkomstig zijn uit een militair museum dat van 1880 tot 1896 actief was. Tot 1967 was het museum onder beheer van de Publieke Archieven van Canada. 
De collectie omvat meer dan 500.000 stukken gerelateerd aan militaire geschiedenis, waaronder meer dan 13.000 stukken militaire kunst. Naast de permanente tentoonstelling heeft het museum een aantal reizende tentoonstellingen met betrekking tot de Canadese militaire geschiedenis geherbergd.